# Церковь Воздвижения Святого Креста (Быстрица)
Церковь Воздвижения Святого Креста (бел. Касцёл Узвышэння Святога Крыжа) — католический храм в деревне Быстрица, Гродненская область, Белоруссия. Относится к Островецкому деканату Гродненского диоцеза. Памятник архитектуры в стиле барокко, построен в 1760—1761 годах. Храм включён в Государственный список историко-культурных ценностей Республики Беларусь.

## История

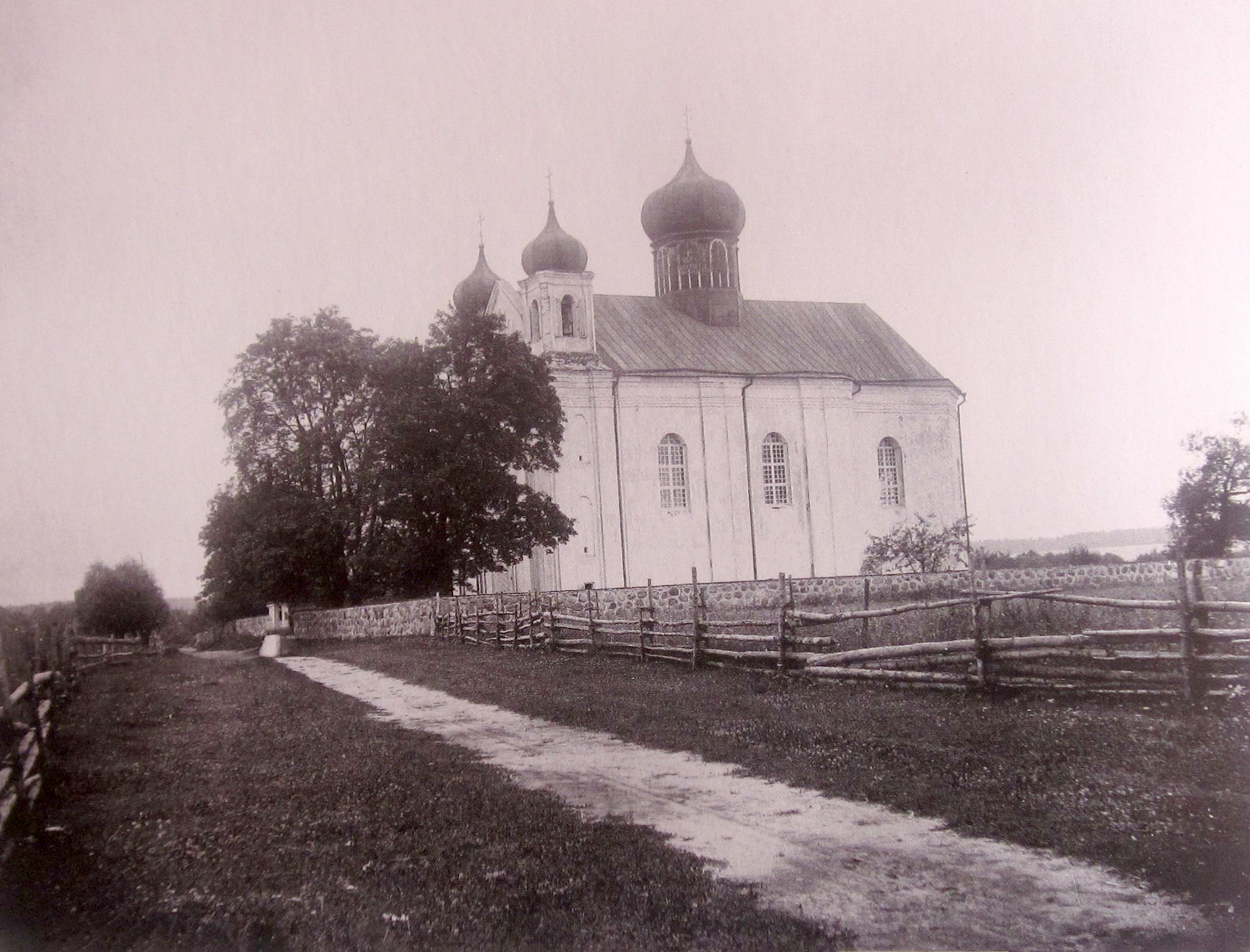
Фото храма начала XX века. На фото видны луковичные главы, приделанные храму после его превращения в православную церковь

Впервые Быстрица упоминается в 1390 году, когда великий князь Ягайло основал здесь католический храм Воздвижения. Постоянный католический приход был образован здесь в 1526 году и в 1530 году на средства великого князя Сигизмунда I выстроен каменный костёл. В конце XIV — начале XVI века в Быстрице действовал августинский монастырь.
В 1760—1761 годах существующий каменный костёл был радикально перестроен в стиле барокко, в связи с этим многие источники приводят датой создания храма именно 1761, а не 1530 год.
После подавления восстания 1863 года большое число католических храмов на территории современной Белоруссии были переданы православным. Эта участь постигла и храм в Быстрице; в 1863 году он был переоборудован под православную церковь, в частности, ему были приделаны луковичные главы.
С 1920 года Быстрица в составе Срединной Литвы; с 1922 года — в составе межвоенной Польской Республики. Воздвиженский храм был возвращен католикам, в ходе реконструкции 1926 года ему был возвращён изначальный архитектурный облик.

## Архитектура
Костёл Воздвижения Святого Креста — однонефный храм с пятигранный апсидой, к которой с севера пристроена ризница. Храм имеет симметрично-осевую удлиненную композицию. В силуэте здания доминируют две четырехъярусные башни главного фасада, объединённые треугольным щитом, за которым спрятана двускатная (над апсидой — вальмовая) крыша. Свою окончательную форму башни получили после реконструкции 1926 года. Вертикальность фасада с вогнутыми-выпуклыми волнистыми плоскостями стен и карнизными поясами подчеркивает горизонтальная рустовка цоколя. Боковые фасады симметрично расчленены парами арочных окон и тонкими двойными лопатками в простенках, опоясаны профилированным антаблементом. Зал костёла перекрыт цилиндрическим на подпружных арках сводом, ризница — цилиндрическим с распалубкой. Своды декорированы орнаментальным узором XIX века.